# Bakera abaca
Bakera abaca är en insektsart som beskrevs av Hongsaprug och Wilson 1985. Bakera abaca ingår i släktet Bakera och familjen dvärgstritar.
Artens utbredningsområde är Filippinerna. Inga underarter finns listade i Catalogue of Life.